# Hulusi Behçet
Pour la maladie qui porte son nom, voir Maladie de Behçet.
 (janvier 2017).
Hulusi Behçet (prononcé en turc : [behˈtʃet]), né le 20 février 1889 à Istanbul et mort le  8 mars 1948, est un dermatologue et scientifique turc. Il a décrit une maladie inflammatoire des vaisseaux sanguins en 1937, qui porte son nom, la maladie de Behçet.

## Enfance
Il a eu une enfance difficile, car il a perdu sa mère très tôt et a été élevé par sa grand-mère. Il a suivi son école primaire à Damas, (qui appartenait alors à l'Empire ottoman), parce que son père y faisait des affaires. Il apprit le français, l'allemand et le latin. Sa curiosité l'incita à devenir médecin. Behçet a suivi les cours de la Gülhane Military Medical Academy, parce qu'à l'époque, dans l'Empire Ottoman, il n'y avait pas d'établissements civils qui enseignaient la médecine. Après avoir décroché son diplôme en 1910, il se spécialisa en dermatologie et en vénérologie pendant quatre ans.

## Œuvres professionnelles
Au cours de la Première Guerre mondiale (1914-1918), il a servi à l'hôpital militaire de Edirne comme spécialiste en dermatologie et vénérologie et était l'assistant du directeur de l'hôpital. Après la guerre, entre 1918-1919, il se rendit d'abord à Budapest en Hongrie puis à Berlin en Allemagne pour perfectionner ses connaissances médicales. Cela lui a permis de rencontrer de célèbres confrères. De retour en Turquie, il travailla comme médecin indépendant. En 1923, Behçet est engagé comme médecin-chef au Hasköy Venereal Diseases Hospital à la Corne d'Or à Istanbul. Peu de temps après, il quitte cet hôpital pour l'Hôpital Guraba, qui fait partie actuellement de l'École de Médecine de l'Université d'Istanbul. Parallèlement à sa charge comme professeur à l'université, il conservait également une pratique privée. 
En 1923, il épouse Refika Davaz, la fille d'un diplomate renommé. De leur mariage est né une fille.

## Œuvres scientifiques
En 1933, l'Université d'Istanbul quitte le vieux quartier de Dar-ul Fünun. Au cours de cette période, le Dr Behçet fonde le département de dermatologie et de maladies vénériennes. Sa curiosité pour la recherche, l'écriture et la discussion étaient ses caractéristiques intellectuelles. Dès le début de l'exercice de sa profession, sa participation à des congrès nationaux et internationaux avec des articles originaux était notoire, et il a publié de nombreux articles chez lui ou en déplacement. Le célèbre pathologiste allemand, le Prof. Schwartz l'a désigné un jour comme "un scientifique célèbre n'importe où, sauf dans son propre pays", ajoutant que "vous ne pourriez pas le trouver en Turquie car il est toujours à l'étranger en train de présenter ses découvertes". Il a traduit de nombreux articles en turc pour aider à éduquer de nouvelles générations et a publié des rapports de cas originaux dans des revues internationales afin d'établir des contacts avec des pays lointains comme la Corée.
Il s'est intéressé à la syphilis dès 1922 et a publié de nombreux articles internationaux sur son diagnostic, son traitement, son caractère héréditaire, sa sérologie et ses aspects sociaux. Il s'est également intéressé à la leishmaniose, dès 1923 ; il écrivit de nombreux articles à son sujet et réussit à la traiter par la diathermie. Il était également le porte-étendard des publications, afin de perfectionner la médecine turque et en 1924, il a été le responsable du premier journal turc de dermato-vénérologie, appelé ’’Turkish Archives of Dermatology and Syphilology’’. En 1939, il est nommé comme membre correspondant des journaux scientifiques allemands ’’Dermatologische Wochenschrift’’ et ’’Medizinische Wochenschrift’’. Au cours de la même année, il est promu professeur ordinaire. La principale contribution du Dr Behçet à la médecine turque aura été une monographie publiée en 1940 : ’’Clinical and Practical Syphilis, Diagnosis and Related Dermatoses’’ (’’La Syphilis clinique et pratique, Diagnostic et Dermatoses apparentées’’). Chaque page de ce livre aborde un aspect de la syphilis et les notes de bas de page sont truffées d'informations détaillées au sujet du diagnostic différentiel d'autres maladies cutanées. Si bien que les scientifiques pouvaient s'instruire à la fois au sujet de la syphilis ainsi que de la dermatologie. Ce livre, en dépit de son style suranné, reste de nos jours en médecine un exemple inégalé par sa valeur et son esprit. Le Dr Behçet est resté à la direction du Département de Dermatologie et de Maladies vénériennes jusqu'en 1947.

## Maladie de Behçet
Ses premières observations concernant la maladie de Behçet sont liées à un patient qu'il a rencontré entre 1924 et 1925. Cet homme avait été examiné de nombreuses fois durant 40 ans à Istanbul et à Vienne en Autriche. La maladie avait été diagnostiquée sur base de ses symptômes. Pour l'étiologie, on suspectait la syphilis et la tuberculose. Les médecins autrichiens parlaient d'une maladie protozoaire inconnue. Les ophtalmologistes avaient décrit les symptômes oculaires comme une iritis, qui peut être la conséquence d'une syphilis, d'une tuberculose ou d'infections à Streptococcus pyogenes ou Staphylococcus aureus. Après de nombreuses iridectomies, le patient était devenu complètement aveugle. Le Dr Behçet a continué à suivre ce patient de nombreuses années durant.
En 1930, une femme atteinte d'irritation oculaire et de lésions buccales et dans la région génitale fut envoyée à la clinique du Dr Behçet et lui dit que ces symptômes étaient récurrents depuis de nombreuses années. Il examina la patiente jusqu'en 1932 et essaya d'établir un diagnostic de l'agent étiologique (tuberculose, syphilis ou mycose etc.) par des biopsies et d'autres examens de laboratoire, mais il ne découvrit rien. Il avait même fait appel à l'avis de deux éminents ophtalmologues, le Dr Murat Rahmi et le Dr Iggescheimer.
Après ces deux patients, en 1936, un patient de sexe masculin fut envoyé chez lui par une clinique dentaire ; il était atteint de blessures à la bouche, de signes acnéiformes sur le dos, d'un ulcère scrotal, d'irritation oculaire, de fièvre récurrente, et de douleur abdominale. À la fin de la consultation, seul un kyste dentaire fut trouvé. Le Dr Behçet pensa que les symptômes récurrents pouvaient être attribués à un virus. Il envoya le patient chez le Professeur Braun qui fit une étude virologique et découvrit quelques structures corpusculaires.
Le Dr Behçet, fort des symptômes de ces trois patients qu'il avait suivi durant des années, en vint à conclure qu'ils étaient les symptômes d'une nouvelle maladie. En 1936, il décrivit la situation au cours d'un congrès et cela fut publié dans les Archives of Dermatology and Venereal Disease. Il exposa ses idées en 1937 dans le ’’Dermatologische Wochenschrift’’ et la même année il les présenta dans un congrès de l'Association de Dermatologie de Paris. Au cours de ce congrès, il déclara que des infections dentaires pouvaient être la cause de la maladie. En 1938, il expose ses idées sur le sujet sous une forme encore plus détaillée dans le ’’Dermatologische Wochenschrift’’. La même année, le Dr Niyazi Gözcü et le professeur Frank signalent deux nouveaux cas avec les mêmes symptômes. Les scientifiques belges Weekers et Reginster, et l'Italien Frachescetti signalent eux aussi des patients aux symptômes similaires. Pour cette raison, les médecins européens avaient suspecté l'apparition d'une nouvelle maladie. 
Les ophtalmologistes commençaient à accepter l'existence d'une « maladie de Behçet », mais les dermatologistes continuaient à la contester, alléguant qu'il pourrait s'agir des symptômes de maladies connues. Pendant que le débat se poursuivait, de nouveaux cas furent signalés en Belgique, en Autriche, aux États-Unis, au Japon, au Danemark, en Suisse et en Israël. 